# Francis Arinze
Francis Arinze (ur. 1 listopada 1932 w Eziowelle) – nigeryjski duchowny  rzymskokatolicki, doktor nauk teologicznych, arcybiskup koadiutor Onitshy w latach 1965–1967, arcybiskup metropolita Onitshy w latach 1967–1985, pro-przewodniczący Sekretariatu ds. Niechrześcijan w latach 1984–1985, kardynał od 1985 (najpierw w stopniu diakona; później dwukrotnie promowany najpierw w 1996 do stopnia prezbitera, a następnie w 2005 do stopnia biskupa), przewodniczący Papieskiej Rady ds. Dialogu Międzyreligijnego (do 1988 Sekretariatu ds. Niechrześcijan) w latach 1985–2002, prefekt Kongregacji Kultu Bożego i Dyscypliny Sakramentów w latach 2002–2008.

## Życiorys
Studiował w seminariach w Nuewi (do 1950) i Enugu, pracował przez trzy lata w seminarium w Nuewi jako nauczyciel. Święcenia kapłańskie przyjął 23 listopada 1958 w Rzymie w kaplicy Kolegium „De Propaganda Fide” z rąk kardynała Grégoire-Pierre Agagianian i kontynuował studia na Papieskim Uniwersytecie Urbaniana (1958–1961), a w latach 1963–1964 w Londynie. Lata 1961–1963 spędził w Nigerii jako wykładowca seminarium w Enugu oraz regionalny sekretarz szkolnictwa katolickiego w zachodniej Nigerii.
6 lipca 1965 został mianowany biskupem koadiutorem Onitshy, ze stolicą tytularną Fissiana – był wówczas jednym z najmłodszych biskupów katolickich na świecie. Sakry biskupiej udzielił mu 29 sierpnia 1965 irlandzki arcybiskup metropolita Onitshy Carlo Heerey. W czerwcu 1967 Arinze zastąpił zmarłego Heereya na czele archidiecezji Onitsha. Brał udział w kolejnych sesjach Światowego Synodu Biskupów w Watykanie, m.in. w sesji specjalnej poświęconej Kościołowi afrykańskiemu (kwiecień-maj 1994, pełnił funkcję prezydenta-delegata i członka sekretariatu generalnego). W latach 1979–1984 był przewodniczącym Konferencji Episkopatu Nigerii, w 1982 został wybrany na afrykańskiego wiceprezydenta Zjednoczonych Towarzystw Biblijnych.
8 kwietnia 1984 został mianowany proprefektem Papieskiej Rady ds. Dialogu Międzyreligijnego i przeszedł do pracy w Kurii Rzymskiej. Złożył rezygnację z rządów archidiecezją Onitsha w marcu 1985, a 25 maja 1985 Jan Paweł II mianował go kardynałem, z diakonią San Giovanni della Pigna. Po nominacji kardynalskiej Arinze został pełnoprawnym przewodniczącym Papieskiej Rady ds. Dialogu Międzyreligijnego. Reprezentował papieża w charakterze specjalnego wysłannika na uroczystościach religijnych i rocznicowych, m.in. na obchodach 100-lecia ewangelizacji Kenii (Nairobi, lipiec 1991) i na Narodowym Kongresie Eucharystycznym Nigerii (Owerri – grudzień 1992).
W styczniu 1996 został promowany do rangi kardynała prezbitera, utrzymał dotychczasowy tytuł kardynalski S. Giovanni della Pigna na zasadzie – Pro hac vice. W 1997 roku we Wrocławiu poświęcił Kościół pod wezwaniem św. Andrzeja Apostoła na wrocławskich Stabłowicach. 1 października 2002 został mianowany prefektem Kongregacji ds. Kultu Bożego i Dyscypliny Sakramentów; śmierć Jana Pawła II (2 kwietnia 2005) zawiesiła dalsze wykonywanie tej funkcji przez kardynała.
Wymieniany był jako jeden z potencjalnych kandydatów na następnego papieża na konklawe 2005 ze względu na afrykańskie pochodzenie oraz znajomość problematyki islamu (zorganizował pierwszą w historii wizytę papieża w meczecie). Nowy papież Benedykt XVI zatwierdził go w kwietniu 2005 na stanowisku prefekta Kongregacji ds. Kultu Bożego i Dyscypliny Sakramentów, a także promował do rangi kardynała biskupa z diecezją podmiejską Velletri-Segni. Dnia 6 czerwca 2007 roku przyjechał do Wrocławia aby tam przeżywać z wiernymi 10-lecie Kościoła na Stabłowicach. Dzień po uroczystości 10-lecia Kościoła uczestniczył w Bożym Ciele we Wrocławiu.
9 grudnia 2008 roku zrezygnował z funkcji prefekta Kongregacji Kultu Bożego i Dyscypliny Sakramentów z racji przekroczenia wieku emerytalnego.
1 listopada 2012 w związku z ukończeniem 80 roku życia utracił prawo do czynnego uczestniczenia w przyszłych konklawe.